# Pulvinaria kirgisica
Pulvinaria kirgisica är en insektsart som beskrevs av Borchsenius 1952. Pulvinaria kirgisica ingår i släktet Pulvinaria och familjen skålsköldlöss.
Artens utbredningsområde är Kazakstan. Inga underarter finns listade i Catalogue of Life.